# Faustball-Europameisterschaft
Faustball-Europameisterschaften werden seit 2016 von der European Fistball Association durchgeführt. Zuvor wurde sie vom Dachverband, der International Fistball Association (IFA, Internationale Faustball-Vereinigung) organisiert und durchgeführt. Europameisterschaften finden seit 1965 für Männer, seit 1993 für Frauen, seit 1994 für männliche U21-Mannschaften, seit 1995 für die männliche Jugend U18 und seit 2001 für die weibliche Jugend U18 statt.

## Faustball-Europameisterschaften der Männer
| #   | Jahr | Ort                          | Dauer                   | Gold              | Silber            | Bronze      |
| --- | ---- | ---------------------------- | ----------------------- | ----------------- | ----------------- | ----------- |
| 1.  | 1965 | Linz, Österreich             | 21.–22. August          | Deutschland (BRD) | Österreich        | DDR         |
| 2.  | 1970 | Olten, Schweiz               | 5.–6. September         | Deutschland (BRD) | DDR               | Österreich  |
| 3.  | 1974 | Linz, Österreich             | 14.–15. September       | Deutschland (BRD) | Schweiz           | Österreich  |
| 4.  | 1978 | Offenburg, BR Deutschland    | 23.–24. September       | Deutschland (BRD) | Schweiz           | Österreich  |
| 5.  | 1981 | Perg, Österreich             | 5.–6. September         | Deutschland (BRD) | Schweiz           | Österreich  |
| 6.  | 1984 | Binningen, Schweiz           | 6.–7. Oktober           | Österreich        | Deutschland (BRD) | Schweiz     |
| 7.  | 1988 | Zwettl, Österreich           | 27.–28. August          | Deutschland (BRD) | Österreich        | Schweiz     |
| 8.  | 1991 | Olten, Schweiz               | 7.–8. September         | Deutschland       | Österreich        | Schweiz     |
| 9.  | 1994 | Walldürn, Deutschland        | 2.–4. September         | Deutschland       | Schweiz           | Österreich  |
| 10. | 1996 | Linz, Österreich             | 31. August–2. September | Deutschland       | Schweiz           | Österreich  |
| 11. | 1998 | Oldenburg, Deutschland       | 17.–19. Juli            | Deutschland       | Österreich        | Schweiz     |
| 12. | 2000 | Freistadt, Österreich        | 25.–27. August          | Deutschland       | Österreich        | Schweiz     |
| 13. | 2002 | Erlangen, Deutschland        | 23.–25. August          | Österreich        | Deutschland       | Schweiz     |
| 14. | 2004 | Neuendorf, Schweiz           | 27.–29. August          | Österreich        | Deutschland       | Schweiz     |
| 15. | 2006 | Linz, Österreich             | 21.–23. Juli            | Schweiz           | Österreich        | Deutschland |
| 16. | 2008 | Stammheim, Deutschland       | 25.–27. Juli            | Österreich        | Schweiz           | Deutschland |
| 17. | 2010 | Ermatingen, Schweiz          | 27.–29. August          | Österreich        | Schweiz           | Deutschland |
| 18. | 2012 | Schweinfurt, Deutschland     | 17.–19. August          | Schweiz           | Österreich        | Deutschland |
| 19. | 2014 | Olten, Schweiz               | 29.–31. August          | Deutschland       | Schweiz           | Österreich  |
| 20. | 2016 | Grieskirchen, Österreich     | 26.–28. August          | Deutschland       | Schweiz           | Österreich  |
| 21. | 2018 | Adelmannsfelden, Deutschland | 24.–26. August          | Deutschland       | Schweiz           | Österreich  |
| 22. | 2022 | Kaltern, Italien             | 10.–12. Juni            | Deutschland       | Österreich        | Schweiz     |
| 23. | 2024 | Frauenfeld, Schweiz          | 21.–24. August          | Deutschland       | Österreich        | Schweiz     |
| 24. | 2026 | Tondern, Dänemark            | 12.–16. August          |                   |                   |             |

### Gesamtmedaillenspiegel
| # | Land        | Gold | Silber | Bronze |
| - | ----------- | ---- | ------ | ------ |
| 1 | Deutschland | 16   | 03     | 04     |
| 2 | Österreich  | 05   | 09     | 09     |
| 3 | Schweiz     | 02   | 10     | 09     |
| 4 | DDR         | 0    | 01     | 01     |

## Faustball-Europameisterschaften der Frauen
| #   | Jahr | Ort                             | Dauer             | Gold        | Silber      | Bronze      |
| --- | ---- | ------------------------------- | ----------------- | ----------- | ----------- | ----------- |
| 01. | 1993 | St. Florian, Österreich         | 02.–03. Oktober   | Deutschland | Österreich  | Schweiz     |
| 02. | 1996 | Štěchovice, Tschechien          | 05.–06. Oktober   | Deutschland | Schweiz     | Österreich  |
| 03. | 1999 | Alzenau, Deutschland            | 04.–05. September | Deutschland | Schweiz     | Österreich  |
| 04. | 2000 | Schaffhausen, Schweiz           | 02.–03. September | Schweiz     | Deutschland | Österreich  |
| 05. | 2001 | Wigoltingen, Schweiz            | 01.–02. September | Deutschland | Schweiz     | Österreich  |
| 06. | 2003 | Arnreit, Österreich             | 23.–24. August    | Deutschland | Österreich  | Schweiz     |
| 07. | 2004 | Seebergen, Deutschland          | 21.–22. August    | Schweiz     | Deutschland | Österreich  |
| 08. | 2005 | Rohrbach, Österreich            | 20.–21. August    | Deutschland | Schweiz     | Österreich  |
| 09. | 2007 | Salzburg, Österreich            | 17.–18. August    | Deutschland | Schweiz     | Österreich  |
| 10. | 2008 | Karlsdorf, Deutschland          | 27.–28. September | Deutschland | Schweiz     | Österreich  |
| 11. | 2009 | Zofingen, Schweiz               | 14.–15. August    | Schweiz     | Österreich  | Deutschland |
| 12. | 2011 | Ludwigshafen-Oppau, Deutschland | 16.–17. Juli      | Österreich  | Deutschland | Schweiz     |
| 13. | 2012 | Diepoldsau, Schweiz             | 13.–14. Juli      | Österreich  | Deutschland | Schweiz     |
| 14. | 2013 | Lázně Bohdaneč, Tschechien      | 24.–25. August    | Österreich  | Deutschland | Schweiz     |
| 15. | 2015 | Bozen, Italien                  | 22.–23. August    | Deutschland | Österreich  | Schweiz     |
| 16. | 2017 | Calw, Deutschland               | 26.–27. August    | Deutschland | Österreich  | Schweiz     |
| 17. | 2019 | Lázně Bohdaneč, Tschechien      | 19.–20. Juli      | Deutschland | Österreich  | Schweiz     |
| 18. | 2023 | Grieskirchen, Österreich        | 18.–19. August    | Deutschland | Österreich  | Schweiz     |
| 19. | 2026 | Reiden, Schweiz                 | 23.–26. Juli      |             |             |             |

### Gesamtmedaillenspiegel
| # | Land        | Gold | Silber | Bronze |
| - | ----------- | ---- | ------ | ------ |
| 1 | Deutschland | 12   | 05     | 01     |
| 2 | Österreich  | 03   | 07     | 08     |
| 3 | Schweiz     | 03   | 06     | 09     |

## Faustball-Europameisterschaften U21
| #   | Jahr | Ort                                  | Dauer             | Gold        | Silber      | Bronze      |
| --- | ---- | ------------------------------------ | ----------------- | ----------- | ----------- | ----------- |
| 01. | 1994 | Salzburg, Österreich                 | 03.–04. September | Deutschland | Schweiz     | Österreich  |
| 02. | 2001 | Graz, Österreich                     | 01.–02. September | Österreich  | Schweiz     | Deutschland |
| 03. | 2002 | Waldkirch, Schweiz                   | 17.–18. August    | Schweiz     | Österreich  | Deutschland |
| 04. | 2003 | Ludwigshafen-Oppau, Deutschland      | 19.–20. Juli      | Österreich  | Deutschland | Schweiz     |
| 05. | 2004 | Hochburg-Ach, Österreich             | 14.–15. August    | Deutschland | Schweiz     | Österreich  |
| 06. | 2005 | Tecknau, Schweiz                     | 20.–21. August    | Deutschland | Schweiz     | Österreich  |
| 07. | 2006 | Unterhaugstett, Deutschland          | 19.–20. August    | Deutschland | Schweiz     | Italien     |
| 08. | 2007 | Salzburg, Österreich                 | 17.–18. August    | Deutschland | Schweiz     | Österreich  |
| 09. | 2008 | Karlsdorf, Deutschland               | 27.–28. September | Deutschland | Schweiz     | Österreich  |
| 10. | 2009 | Zofingen, Schweiz                    | 14.–15. August    | Deutschland | Schweiz     | Österreich  |
| 11. | 2010 | Peilstein im Mühlviertel, Österreich | 10.–11. Juli      | Deutschland | Österreich  | Schweiz     |
| 12. | 2011 | Ludwigshafen-Oppau, Deutschland      | 16.–17. Juli      | Deutschland | Schweiz     | Österreich  |
| 13. | 2012 | Diepoldsau, Schweiz                  | 13.–14. Juli      | Deutschland | Österreich  | Schweiz     |
| 14. | 2013 | Lázně Bohdaneč, Tschechien           | 24.–25. August    | Deutschland | Schweiz     | Österreich  |
| 15. | 2014 | Mannheim-Käfertal, Deutschland       | 12.–13. Juli      | Schweiz     | Deutschland | Österreich  |
| 16. | 2015 | Peilstein, Österreich                | 17.–19. Juli      | Deutschland | Österreich  | Schweiz     |
| 17. | 2016 | Münchwilen, Schweiz                  | 08.–10. Juli      | Deutschland | Österreich  | Schweiz     |
| 18. | 2017 | Calw, Deutschland                    | 26.–27. August    | Deutschland | Österreich  | Schweiz     |
| 19. | 2018 | Jona, Schweiz                        | 03.–04. August    | Österreich  | Deutschland | Schweiz     |
| 20. | 2019 | Lázně Bohdaneč, Tschechien           | 19.–20. August    | Deutschland | Österreich  | Schweiz     |
| 21. | 2021 | Grieskirchen, Österreich             | 24.–26. Juli      | Deutschland | Österreich  | Schweiz     |
| 22. | 2022 | Vaihingen an der Enz, Deutschland    | 29.–30. Juli      | Deutschland | Österreich  | Schweiz     |
| 23. | 2023 | Jona, Schweiz                        | 04.–05. August    | Österreich  | Deutschland | Schweiz     |

### Gesamtmedaillenspiegel
| # | Land        | Gold | Silber | Bronze |
| - | ----------- | ---- | ------ | ------ |
| 1 | Deutschland | 17   | 04     | 02     |
| 2 | Österreich  | 04   | 09     | 09     |
| 3 | Schweiz     | 02   | 10     | 11     |
| 4 | Italien     | 0    | 0      | 01     |

## Faustball-Europameisterschaften männliche Jugend U18
| #   | Jahr | Ort                         | Dauer        | Gold        | Silber      | Bronze     |
| --- | ---- | --------------------------- | ------------ | ----------- | ----------- | ---------- |
| 01. | 1995 | Linz, Österreich            | 15.–16. Juli | Österreich  | Deutschland | Schweiz    |
| 02. | 1997 | Elgg, Schweiz               | 19.–20. Juli | Österreich  | Deutschland | Schweiz    |
| 03. | 2001 | Wallisellen, Schweiz        | 14.–15. Juli | Deutschland | Schweiz     | Österreich |
| 04. | 2002 | Villach, Österreich         | 20.–21. Juli | Deutschland | Österreich  | Schweiz    |
| 05. | 2004 | Jona, Schweiz               | 17.–18. Juli | Schweiz     | Deutschland | Österreich |
| 06. | 2005 | Düsseldorf, Deutschland     | 16.–17. Juli | Deutschland | Österreich  | Schweiz    |
| 07. | 2006 | Grieskirchen, Österreich    | 15.–16. Juli | Deutschland | Österreich  | Schweiz    |
| 08. | 2007 | Wallisellen, Schweiz        | 14.–15. Juli | Schweiz     | Deutschland | Österreich |
| 09. | 2009 | Schönberg, Deutschland      | 11.–12. Juli | Deutschland | Schweiz     | Österreich |
| 10. | 2011 | Jona, Schweiz               | 09.–10. Juli | Schweiz     | Deutschland | Österreich |
| 11. | 2013 | Vöcklabruck, Österreich     | 13.–14. Juli | Schweiz     | Deutschland | Österreich |
| 12. | 2015 | Kellinghusen, Deutschland   | 11.–12. Juli | Deutschland | Österreich  | Schweiz    |
| 13. | 2017 | Kleindöttingen, Schweiz     | 15.–16. Juli | Deutschland | Österreich  | Schweiz    |
| 14. | 2019 | Hohenlockstedt, Deutschland | 13.–14. Juli | Deutschland | Österreich  | Schweiz    |
| 15. | 2023 | Krusau, Dänemark            | 7.–8. Januar | Deutschland | Österreich  | Schweiz    |

### Gesamtmedaillenspiegel
| # | Land        | Gold | Silber | Bronze |
| - | ----------- | ---- | ------ | ------ |
| 1 | Deutschland | 9    | 6      | 0      |
| 2 | Schweiz     | 4    | 2      | 9      |
| 3 | Österreich  | 2    | 7      | 6      |

## Faustball-Europameisterschaften weibliche Jugend U18
| #   | Jahr | Ort                         | Dauer        | Gold        | Silber      | Bronze     |
| --- | ---- | --------------------------- | ------------ | ----------- | ----------- | ---------- |
| 01. | 2001 | Wallisellen, Schweiz        | 14.–15. Juli | Deutschland | Schweiz     | Österreich |
| 02. | 2002 | Villach, Österreich         | 20.–21. Juli | Schweiz     | Deutschland | Österreich |
| 03. | 2003 | Bozen, Italien              | 19.–20. Juli | Deutschland | Österreich  | Schweiz    |
| 04. | 2004 | Jona, Schweiz               | 17.–18. Juli | Schweiz     | Deutschland | Österreich |
| 05. | 2005 | Düsseldorf, Deutschland     | 16.–17. Juli | Deutschland | Österreich  | Schweiz    |
| 06. | 2006 | Grieskirchen, Österreich    | 15.–16. Juli | Österreich  | Deutschland | Schweiz    |
| 07. | 2007 | Wallisellen, Schweiz        | 14.–15. Juli | Deutschland | Österreich  | Schweiz    |
| 08. | 2009 | Schönberg, Deutschland      | 11.–12. Juli | Österreich  | Deutschland | Schweiz    |
| 09. | 2011 | Jona, Schweiz               | 09.–10. Juli | Deutschland | Österreich  | Schweiz    |
| 10. | 2013 | Vöcklabruck, Österreich     | 13.–14. Juli | Österreich  | Deutschland | Schweiz    |
| 11. | 2015 | Kellinghusen, Deutschland   | 11.–12. Juli | Österreich  | Deutschland | Schweiz    |
| 12. | 2017 | Kleindöttingen, Schweiz     | 15.–16. Juli | Deutschland | Österreich  | Schweiz    |
| 13. | 2019 | Hohenlockstedt, Deutschland | 13.–14. Juli | Deutschland | Österreich  | Schweiz    |
| 14. | 2023 | Krusau, Dänemark            | 7.–8. Januar | Deutschland | Österreich  | Schweiz    |

### Gesamtmedaillenspiegel
| # | Land        | Gold | Silber | Bronze |
| - | ----------- | ---- | ------ | ------ |
| 1 | Deutschland | 8    | 6      | 0      |
| 2 | Österreich  | 4    | 7      | 03     |
| 3 | Schweiz     | 2    | 1      | 11     |